# The Ventures
The Ventures je americká instrumentální rocková hudební skupina, založená v roce 1958 v Tacomě ve státě Washington. Skupinu založili kytarista Don Wilson a baskytarista (původně kytarista) Bob Bogle. Klasickou sestavu dále tvořili kytarista (původně baskytarista) Nokie Edwards a bubeník Mel Taylor. Všichni čtyři kapelu postupně opustili nebo zemřeli ještě v době členství a byli nahrazeni mladšími hudebníky. Když v roce 1996 jako první z nich zemřel Taylor, nahradil jej jeho syn Leon Taylor. Své první album Ventures vydali v roce 1960 pod názvem Walk, Don't Run; následovalo několik desítek dalších. V roce 2008 byli uvedeni do Rock and Roll Hall of Fame.

## Členové

### Současní
- Bob Spalding – zpěv, baskytara, kytara (2005–dosud; jako host 1980–2005)
- Leon Taylor – bicí (1996–dosud)
- Ian Spalding – kytara, baskytara (2016–dosud)
- Luke Griffin – baskytara, kytara (2017–dosud)

### Dřívější
- Don Wilson – kytara (1958–2015)
- Bob Bogle – baskytara, kytara (1958–2005)
- George T. Babbitt – bicí (1959–1960)
- Nokie Edwards – kytara, baskytara (1960–1968, 1972–1985; jako host 1999–2016)
- Howie Johnson – bicí (1960–1962)
- Skip Moore – bicí (1960)
- Mel Taylor – bicí (1962–1973, 1979–1996)
- Gerry McGee – kytara (1968–1972, 1985–2017)
- John Durrill – klávesy (1968–1972)
- Sandy Lee Gornicki – klávesy (1968)
- Joe Barile – bicí (1973–1979)
- Dave Carr – klávesy (1973–1974)
- Biff Vincent – klávesy (1975–1976)
- JD Hoag – kytara (1981–1982)